# トロイ・グロース
トロイ・エドワード・グロース（Troy Edward Glaus, 1976年8月3日 - ）はカリフォルニア州ターザナ出身の元プロ野球選手(三塁手)。右投右打。
メディアによってはグラース、グロス、グラウスなどと表記されることがある。

## 経歴
1976年8月3日カリフォルニア州ロサンゼルス市ターザナで生まれ、2歳のとき両親は離婚し、母子家庭で育った。3歳のときTボールを始め、5歳で野球を本格的に始めた。
高校では1年生からレギュラーで出場し、2年生のときチームをアボカド・リーグ優勝へ導き、MVPに選出された。最終学年の1994年6月にサンディエゴ・パドレスからドラフト2巡目で指名された。契約金25万ドルという球団側にとっては破格の条件を提示したが、「正直言って、まだ自宅から遠く離れたところで仕事をする自信がなかったんだ。それにアトランタオリンピックが控えていたから、一生に一度のことだし、国代表として出場してみたかった。」と指名を拒否し、カリフォルニア大学ロサンゼルス校へ進学した。
高校までは遊撃手だったが、大学時代は三塁と遊撃の両方を守るようになり、次第に三塁を守る機会が増えていった。大学2年生の1996年にアトランタオリンピックの野球アメリカ合衆国代表として出場。準決勝で日本に11対2で敗れたが、銅メダルを獲得した。3年時には67試合に出場し、打率.409、34本塁打、91打点を記録し、マーク・マグワイアの同大学のシーズン記録を13年ぶりに2本更新した。オリンピックの経験により、アマチュア球界でやり残したことはなくなり、1997年のドラフトで指名されたらどこの球団でも入団するつもりでいた。
ドラフト1位（全米3番目）指名を受け、アナハイム・エンゼルスへ入団。契約金は225万ドルで、メジャーでは三塁に絞ると決断した。大学を中退し、ベネズエラのウィンターリーグに参加し、迎えた1998年のスプリングトレーニングでは打率.423を記録したが、レギュラー三塁手デーブ・ホリンズが好調だったため、開幕をAAで迎えた。AA級では50試合に出場し、5月にはAAA級に昇格。ここで59試合に出場し、打率.306、16本塁打、42打点を記録し、7月31日にメジャーデビューした。その年は打率.218 、1本塁打に終わった。
1999年は開幕からレギュラーだったが三振が多く、守備の粗さが目についたが首脳陣は辛抱強く起用し続けた。154試合に出場し、打率.240ながらモー・ボーンに次ぐチーム2位の29本塁打を記録した。
2000年にはオールスターゲームに選出され、三塁手として1980年にマイク・シュミットの記録した48本塁打に次ぐ46本塁打を放ち、指名打者として1本塁打を記録し計47本塁打を記録し、本塁打王を獲得した。
2001年は打率.250だったが、41本塁打を記録し、2年連続でシルバースラッガー賞を受賞した。
2002年9月15日から16日にかけて大リーグタイ記録となる4打数連続で本塁打を放った。チームがワールドシリーズを制覇し、自身もワールドシリーズで7試合で打率.385、3本塁打、8打点を記録し、MVPを受賞した。
2003年、2年ぶり3回目のオールスターゲームに出場したが、怪我のため7月21日以降は欠場した。
2004年も怪我のためシーズン途中欠場した。FAとなったグロースは4年総額4,500万ドルでアリゾナ・ダイヤモンドバックスに移籍した。
2005年、37本塁打、97打点を記録し、打棒が復活。
2006年にはトロント・ブルージェイズへトレードで移籍し、38本塁打、104打点と昨シーズンを上回る成績を残した。
2007年には、チームにフランク・トーマスが加わり、バーノン・ウェルズ、アレックス・リオスらとともに強力クリーンナップを形成した。グロースは開幕してすぐに左足の故障により故障者リスト入りとなった。休みながら出場し続けたが、チームがプレーオフ進出の可能性がなくなると手術を決断した。
2008年1月14日、同じ三塁手のスコット・ローレンとの交換トレードでセントルイス・カージナルスへ移籍した。

## 選手としての特徴
「マイク・シュミットの再来」と言われ、ボールを見極めるスタイルで三振、四球ともに多い。足に不安があるため走らなくてもいいようにアッパースイングで本塁打を打とうとしている。若いころは三振が多く、毎年のように150三振前後を記録していたが、選手生活後半には三振が減りBB/Kが向上している。
ポジションは主に三塁手だが、大学時代は遊撃手を守っていたこともあり、メジャーでは、2000年に6試合、2001年と2002年に2試合ずつ、2006年に8試合遊撃手として出場している。
薬物使用疑惑のある選手の調査結果であるミッチェル報告書に名前が載った。

## 詳細情報

### 年度別打撃成績
| 年 度      | 球 団      | 試 合 | 打 席 | 打 数 | 得 点 | 安 打 | 二 塁 打 | 三 塁 打 | 本 塁 打 | 塁 打 | 打 点 | 盗 塁 | 盗 塁 死 | 犠 打 | 犠 飛 | 四 球 | 敬 遠 | 死 球 | 三 振 | 併 殺 打 | 打 率 | 出 塁 率 | 長 打 率 | O P S |
| ---------- | ---------- | ----- | ----- | ----- | ----- | ----- | -------- | -------- | -------- | ----- | ----- | ----- | -------- | ----- | ----- | ----- | ----- | ----- | ----- | -------- | ----- | -------- | -------- | ----- |
| 1998       | ANA        | 48    | 182   | 165   | 19    | 36    | 9        | 0        | 1        | 48    | 23    | 1     | 0        | 0     | 2     | 15    | 0     | 0     | 51    | 3        | .218  | .280     | .291     | .571  |
| 1999       | ANA        | 154   | 631   | 551   | 85    | 132   | 29       | 0        | 29       | 248   | 79    | 5     | 1        | 0     | 3     | 71    | 1     | 6     | 143   | 9        | .240  | .331     | .450     | .781  |
| 2000       | ANA        | 159   | 678   | 563   | 120   | 160   | 37       | 1        | 47       | 340   | 102   | 14    | 11       | 0     | 1     | 112   | 6     | 2     | 163   | 14       | .284  | .404     | .604     | 1.008 |
| 2001       | ANA        | 161   | 708   | 588   | 100   | 147   | 38       | 2        | 41       | 312   | 108   | 10    | 3        | 0     | 7     | 107   | 7     | 6     | 158   | 16       | .250  | .367     | .531     | .898  |
| 2002       | ANA        | 156   | 671   | 569   | 99    | 142   | 24       | 1        | 30       | 258   | 111   | 10    | 3        | 0     | 8     | 88    | 4     | 6     | 144   | 12       | .250  | .352     | .453     | .805  |
| 2003       | ANA        | 91    | 367   | 319   | 53    | 79    | 17       | 2        | 16       | 148   | 50    | 7     | 2        | 0     | 1     | 46    | 4     | 1     | 73    | 8        | .248  | .343     | .464     | .807  |
| 2004       | ANA        | 58    | 242   | 207   | 47    | 52    | 11       | 1        | 18       | 119   | 42    | 2     | 3        | 0     | 1     | 31    | 3     | 3     | 52    | 6        | .251  | .355     | .575     | .930  |
| 2005       | ARI        | 149   | 634   | 538   | 78    | 139   | 29       | 1        | 37       | 281   | 97    | 4     | 2        | 0     | 5     | 84    | 2     | 7     | 145   | 7        | .258  | .363     | .522     | .885  |
| 2006       | TOR        | 153   | 634   | 540   | 105   | 136   | 27       | 0        | 38       | 277   | 104   | 3     | 2        | 0     | 5     | 86    | 6     | 3     | 134   | 25       | .252  | .355     | .513     | .868  |
| 2007       | TOR        | 115   | 456   | 385   | 60    | 101   | 19       | 1        | 20       | 182   | 62    | 0     | 1        | 0     | 5     | 61    | 2     | 5     | 102   | 7        | .262  | .366     | .473     | .839  |
| 2008       | STL        | 151   | 637   | 544   | 69    | 147   | 33       | 1        | 27       | 263   | 99    | 0     | 1        | 0     | 3     | 87    | 3     | 3     | 104   | 14       | .270  | .372     | .483     | .855  |
| 2009       | STL        | 14    | 32    | 29    | 2     | 5     | 2        | 0        | 0        | 32    | 2     | 0     | 0        | 0     | 0     | 3     | 0     | 0     | 8     | 1        | .172  | .250     | .241     | .491  |
| 2010       | ATL        | 128   | 483   | 412   | 52    | 99    | 18       | 0        | 16       | 165   | 71    | 0     | 0        | 0     | 4     | 63    | 2     | 4     | 100   | 16       | .240  | .344     | .400     | .744  |
| 通算：12年 | 通算：12年 | 1537  | 6355  | 5410  | 889   | 1375  | 293      | 10       | 320      | 2648  | 950   | 56    | 29       | 0     | 45    | 854   | 40    | 46    | 1377  | 138      | .254  | .358     | .489     | .847  |

- 各年度の太字はリーグ最高

### タイトル
- 本塁打王 1回：2000年

### 表彰
- シルバースラッガー賞 2回：2000年、2001年
- ワールドシリーズMVP 1回：2002年
- ベーブ・ルース賞 1回：2002年

### 記録
- MLBオールスターゲーム選出 4回：2000年、2001年、2003年、2006年

### 代表歴
- 1996年アトランタオリンピックの野球競技・アメリカ合衆国代表